# Santa Maria d'Espluga de Serra
Santa Maria d'Espluga de Serra, o la Purificació, és l'església parroquial romànica del poble d'Espluga de Serra, en el terme actual de Tremp, dins de l'antic terme d'Espluga de Serra.
La parròquia de Santa Maria d'Espluga de Serra tenia antigament com a sufragània, o tinença, l'església de la Mare de Déu de l'Esperança de Castellet. També en algunes èpoques fou sufragània seva la de Sant Josep de la Torre de Tamúrcia.
És un edifici molt transformat, de manera que és difícil de veure-hi els elements d'origen romànic.
L'església fou donada el 947 al monestir de Lavaix, de manera que es lliurà del domini general del d'Alaó sobre aquest territori.